# Дардамтинський сільський округ
Дардамти́нський сільський округ (каз. Дардамты ауылдық округі, рос. Дардамтинский сельский округ) — адміністративна одиниця у складі Уйгурського району Алматинської області Казахстану. Адміністративний центр — село Дардамти.
Населення — 3858 осіб (2021; 4134 у 2009, 3871 у 1999, 3587 у 1989).
Станом на 1989 рік існувала Дардамтинська сільська рада (села Ардолайти, Дардамти, Дубін, Сункар).

## Склад
До складу округу входять такі населені пункти:
| Населений пункт | Населення, осіб (1989) | Населення, осіб (1999) | Населення, осіб (2009) | Населення, осіб (2021) |
| --------------- | ---------------------- | ---------------------- | ---------------------- | ---------------------- |
| Ардолайти, село | 301                    | 419                    | 419                    | 435                    |
| Дардамти, село  | 1369                   | 1324                   | 1444                   | 1563                   |
| --Гомби         | -                      | -                      | -                      | 4                      |
| Добин, село     | 291                    | 467                    | 551                    | 464                    |
| Сункар, село    | 1626                   | 1661                   | 1720                   | 1392                   |